# Pareronia avatar
Pareronia avatar är en fjärilsart som först beskrevs av Moore 1857.  Pareronia avatar ingår i släktet Pareronia och familjen vitfjärilar. Inga underarter finns listade i Catalogue of Life.

## Bildgalleri

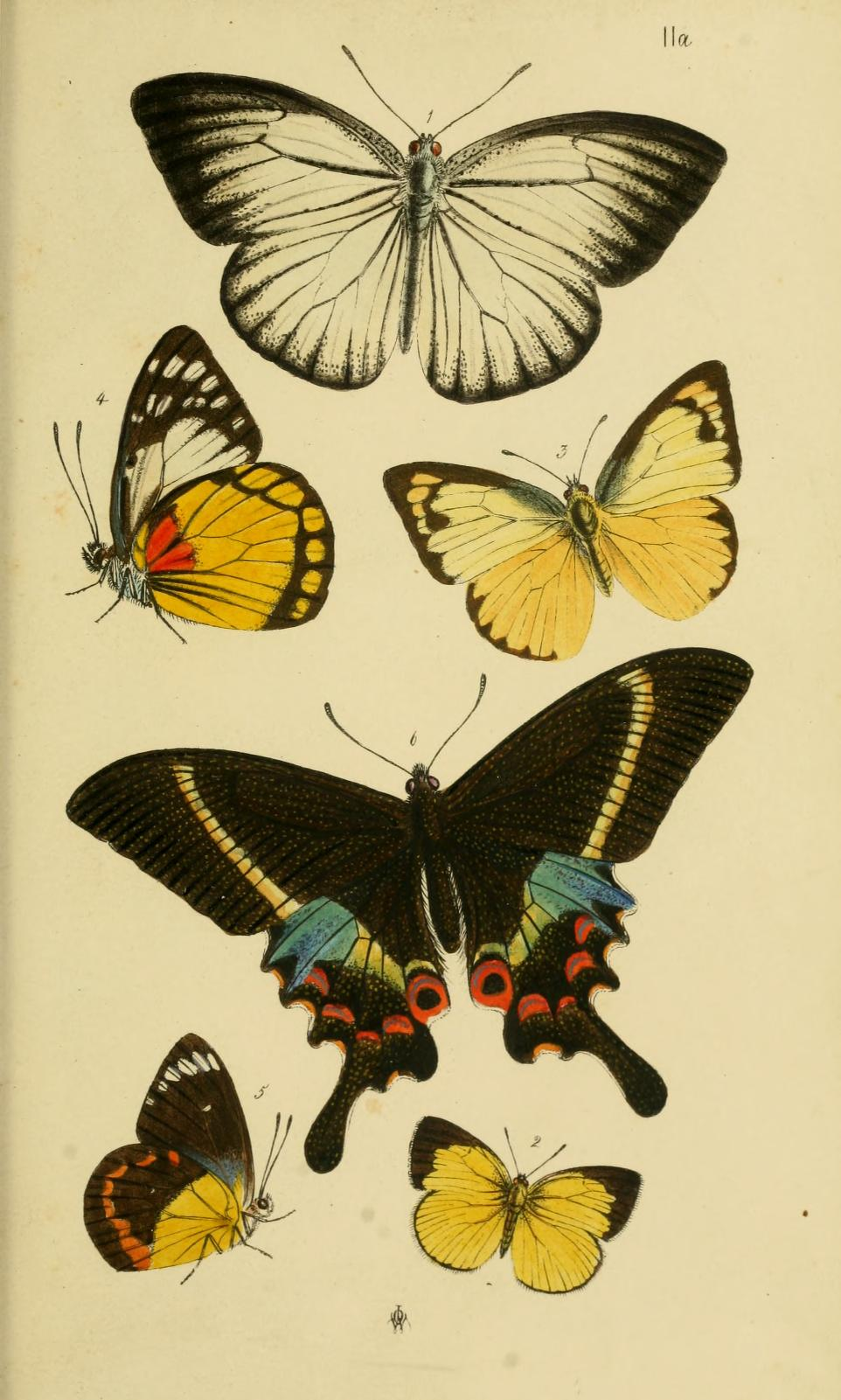
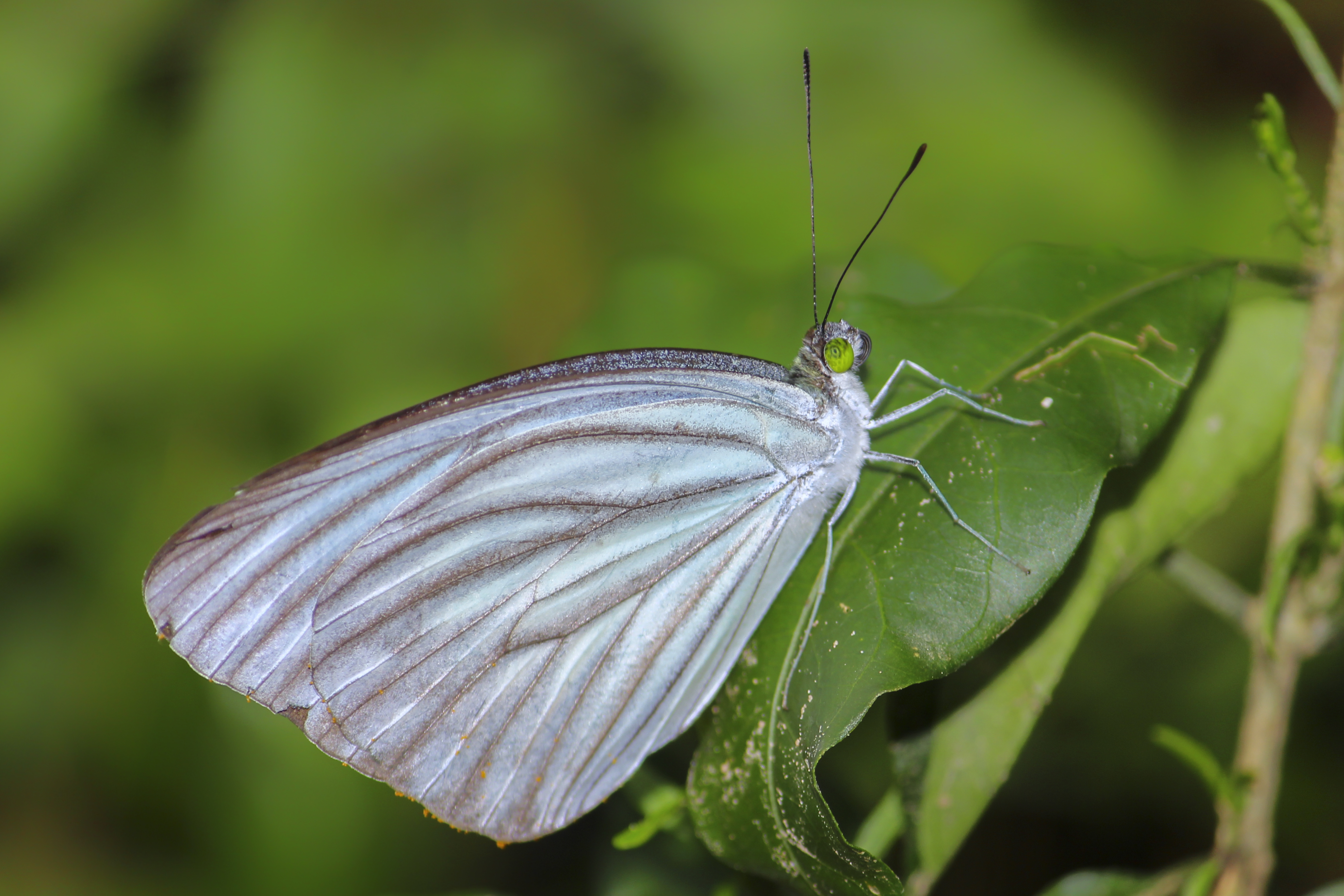